# Lubin (województwo kujawsko-pomorskie)
Lubin – wieś w Polsce położona w województwie kujawsko-pomorskim, w powiecie lipnowskim, w gminie Kikół.

## Podział administracyjny
| SIMC    | Nazwa   | Rodzaj     |
| ------- | ------- | ---------- |
| 0863600 | Bielica | przysiółek |
| 0863592 | Lubinek | część wsi  |

W latach 1975–1998 miejscowość administracyjnie należała do województwa włocławskiego.

## Demografia
Według Narodowego Spisu Powszechnego (III 2011 r.) wieś liczyła 581 mieszkańców. Jest trzecią co do wielkości miejscowością gminy Kikół.

## Zabytki
Według rejestru zabytków NID na listę zabytków wpisany jest zespół dworski z XVIII-XIX w., nr rej.: 85/A z 20.09.1982: dwór (dec. pałac) z 2. połowy XIX wieku i park.